# Gmina Błędów
Gmina Błędów là một gmina nông thôn (quận hành chính) ở huyện Grójec, Masovian Voivodeship, ở miền đông trung bộ Ba Lan. Khu vực hành chính của nó là làng Błędów, nằm cách Grójec khoảng 16 kilômét (10 mi) về phía tây nam và cách thủ đô Warsaw 53 km (33 mi) về phía tây nam.
Gmina có diện tích 135,23 kilômét vuông (52,2 dặm vuông Anh), và tính đến năm 2006, tổng dân số sinh sống của khu vực này là 7,905 người.

## Làng
Gmina Błędów bao gồm các làng và các khu định cư chẳng hạn như Annopol, Bielany, Błędów, Błędów Nowy, Błogosław, Bolesławiec Leśny, Borzęcin, Bronisławów, Cesinów-Las, Czesławin, Dąbrówka Nowa, Dąbrówka Stara, Dańków, Fabianów, Głudna, Golianki, Goliany, Gołosze, Huta Błędowska, Ignaców, Jadwigów, Jakubów, Janki, Julianow, Kacperówka, Katarzynów, Kazimierki, Łaszczyn, Lipie, Machnatka, Machnatka-Parcela, Oleśnik, Pelinów, Potencjonów, Roztworów, Sadurki, Śmiechówek, Tomczyce, Trzylatków Duży, Trzylatków Maly, Trzylatków -Parcela, Wilcze Średnie, Wilhelmów, Wilkonice, Wilków Drugi, Wilków Pierwszy, Wolka Dańkowska, Wolka Gołoska, Wolka Kurdybanowska, Zalesie, Załuski, Ziemięcin và Zofiówka.

## Các Gmina lân cận
Gmina Błędów giáp với các gmina khác như Belsk Duży, Biała Rawska, Mogielnica, Mszczonów, Pniewy và Sadkowice.